# Pleuroptya penumbralis
Pleuroptya penumbralis là một loài bướm đêm trong họ Crambidae.